# Dolmen du Bois

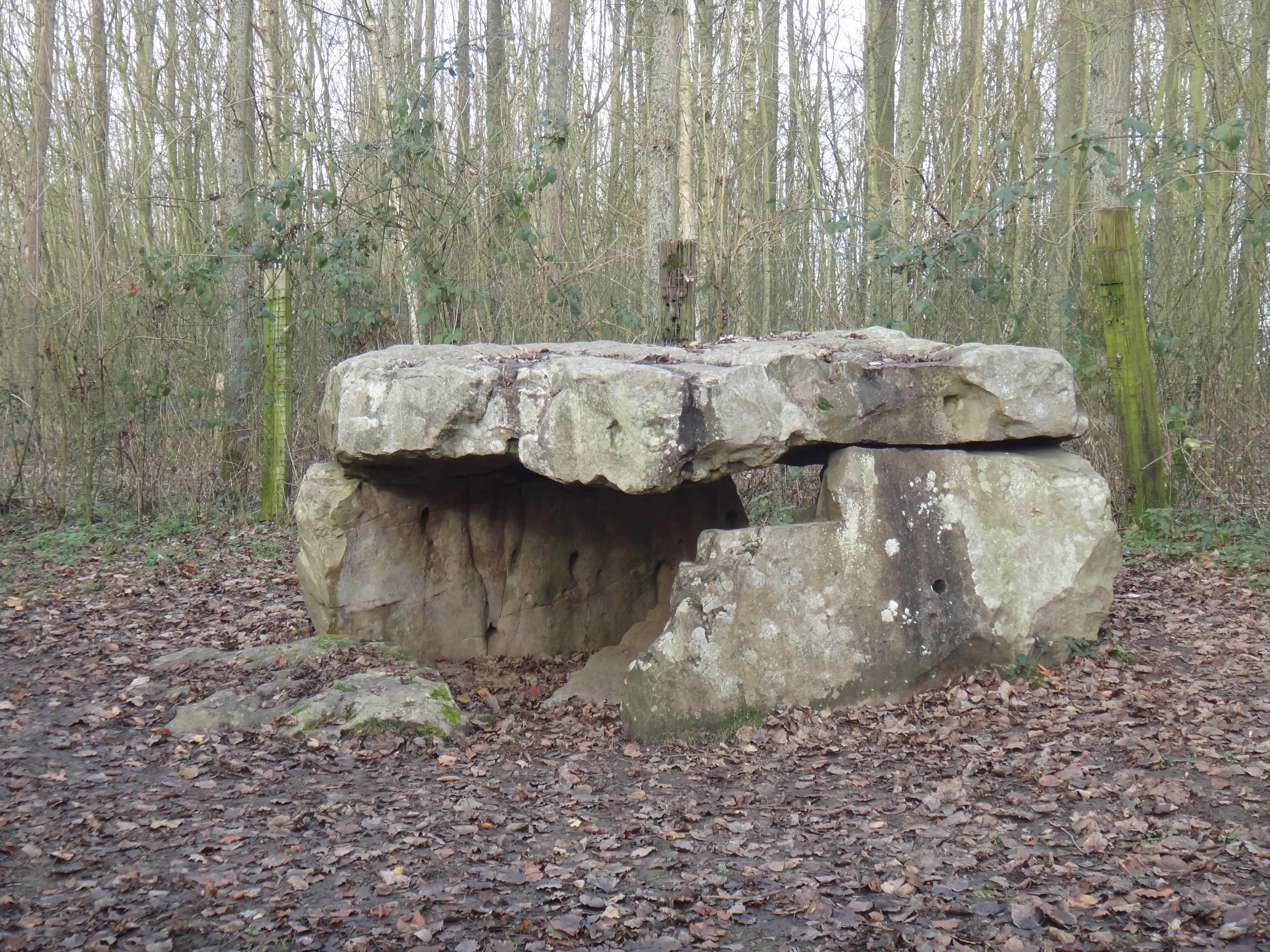
Dolmen du Bois

Der Dolmen du Bois oder Dolmen des Bois (auch Dolmen de Hamel, Pierre Chavatte oder Cuisine des Sorciers – dt. Küche des Zauberers genannt) ist ein Galeriegrab westlich von Hamel im Departement Nord in Frankreich. Dolmen ist in Frankreich der Oberbegriff für neolithische Megalithanlagen aller Art (siehe: Französische Nomenklatur).
Nach einer Darstellung von 1805 hatte der seit 1914 als Monument historique eingestufte Dolmen im Jahre 1805 noch vier Tragsteine in situ. Um 1830 wurden zwei entfernt und der Dolmen kippte um. Das 1939 wieder errichtete Galeriegrab hat nun zwei Orthostaten, die von einem 3,4 m langen, 2,45 m breiten und 0,35 m dicken Deckstein bedeckt sind. Ein weiterer Stein liegt nahe dem Deckstein und ein anderer in der Nähe. Nach der Beschreibung von 1805 war die Galerie mit einem etwa 5,0 m langen und 1,0 m bis 1,3 m breiten Gang versehen, der nach Süden öffnete.
Die Platten bestehen aus hartem, hellrosa Sandstein. Die Oberfläche des Decksteins weist ein Dutzend Schälchen (französisch  Pierres aux écuelles oder cupules) von 7 bis 8 cm Durchmesser auf. Acht von ihnen weisen 10 bis 12 cm lange Rinnen auf, deren Gleichmaß auf menschliches Eingreifen deutet.

## Folklore
Nach der lokalen Überlieferung dienten die Steine als Küche für Zauberer oder als Zufluchtsort für böse Wesen (Camaras genannt) und für nomadisierende Zigeuner.